# Choi Ma-ree
Choi Ma-ree (koreanisch 최마리; * 30. März 1975) ist eine südkoreanische Badmintonspielerin. 

## Karriere
Choi Ma-ree gewann 1996 zwei Titel bei den Welthochschulmeisterschaften. Bei den India Open 1997 wurde sie Zweite im Doppel und Dritte im Einzel. Im Jahr 2000 siegte sie bei den US Open im Dameneinzel.

## Sportliche Erfolge
| Saison | Veranstaltung                          | Disziplin   | Platz | Name                        |
| ------ | -------------------------------------- | ----------- | ----- | --------------------------- |
| 1996   | Weltmeisterschaften der Studenten      | Mixed       | 1     | Kim Young-gil / Choi Ma-ree |
| 1996   | Weltmeisterschaften der Studenten      | Dameneinzel | 1     | Choi Ma-ree                 |
| 1997   | Indien: Internationale Meisterschaften | Damendoppel | 2     | Choi Ma-ree / Lee Soon-deuk |
| 1997   | Indien: Internationale Meisterschaften | Dameneinzel | 3     | Choi Ma-ree                 |
| 2000   | US Open                                | Dameneinzel | 1     | Choi Ma-ree                 |